# 中立部屋
中立部屋（なかだちべや）とはかつて東京大角力協会（現・日本相撲協会）に所属していた相撲部屋である。

## 概要
創設は明治時代であるが、7代中立を襲名した伊勢ノ濱慶太郎が友綱部屋より独立し継承した。1928年に7代が死去し部屋が消滅し、弟子達は二子山部屋に預けられ、のち出羽海部屋に移籍した。その縁で、7代の弟子で8代中立を襲名した伊勢ノ浜寅之助は、出羽一門の年寄としてつとめ、名跡は出羽一門に属することになった。

## 師匠
- 3代・行司木村庄太郎
- 4代・伊勢ノ濱荻右衛門（前3）
- 5代・司天龍政吉（小結）
- 6代・鶴渡清治郎（前1）
- 7代・伊勢ノ濱慶太郎（大関）

## 力士
- 伊勢ノ濱荻右衛門
- 響舛市太郎
- 伊勢ノ濱慶太郎
- 鶴ヶ濱熊吉
- 鶴ヶ濱増太郎
- 鶴渡清治郎
- 伊勢ノ浜寅之助
- 源氏山源右エ門
- 銚子灘傳右エ門